# Contea di Dodge (Nebraska)
La contea di Dodge (in inglese Dodge County) è una contea dello Stato del Nebraska, negli Stati Uniti. La popolazione al censimento del 2000 era di 36 160 abitanti. Il capoluogo di contea è Fremont.

## Comuni
City
- Fremont
- Hooper
- North Bend
- Scribner

Villaggi
- Dodge
- Inglewood
- Nickerson
- Snyder
- Uehling
- Winslow

CDP
- Ames
- Fontanelle (in parte nella contea di Washington)